# Olympische Jugend-Sommerspiele 2014/Teilnehmer (Slowenien)
| Gelbes Symbol für Goldmedaillen mit stilisierten Olympischen Ringen | Graues Symbol für Silbermedaillen mit stilisierten Olympischen Ringen | Braundes Symbol für Bronzemedaillen mit stilisierten Olympischen Ringen |
| ------------------------------------------------------------------- | --------------------------------------------------------------------- | ----------------------------------------------------------------------- |
| 2                                                                   | 2                                                                     | 3                                                                       |

Die Jugend-Olympiamannschaft aus Slowenien für die II. Olympischen Jugend-Sommerspiele vom 16. bis 28. August 2014 in Nanjing (Volksrepublik China) bestand aus 48 Athleten.

## Athleten nach Sportarten

### Badminton
| Mädchen - Katarina Beton | Jungen - Andraž Krapež |

### Basketball
| Mädchen - Maruša Derlink - Althea Gwashavanhu - Ela Mičunovič Silber Shoot-Out - Maruša Seničar | Jungen - Gregor Klobčar - Milan Kovačević - Žiga Lah Silber Dunken - Aljaž Šlutej |

### Bogenschießen
| Mädchen - Ivana Laharnar | Jungen - Gašper Štrajhar |

### Golf
| Mädchen - Ana Belac | Jungen - Žan Luka Štirn |

### Handball
Jungen
- Gold
- Jakob Beđeti
- Rok Cvetko
- Blaž Janc
- Urh Kastelic
- Aleks Kavčič
- Luka Kikanović
- Matic Kotar
- Jaka Malus
- Gal Marguč
- Jan Prevolnik
- Leon Rašo
- Tilen Sokolič
- Darko Stojnić
- Žiga Urbič

### Judo
Mädchen
- Maruša Štangar
Bronze  Klasse bis 52 kg
Bronze  Mixed (im Team Xian)

### Kanu
Jungen
- Anže Urankar
Gold  Kajak-Einer Slalom
- Leon Breznik

### Leichtathletik
Mädchen
- Lara Omerzu
- Leda Krošelj
Bronze  Stabhochsprung
- Tina Božič
- Tjaša Stanko

### Radsport
| Mädchen - Katja Jeretina - Anita Žnidaršič | Jungen - Jon Božič - Peter Zupančič |

### Rudern
Jungen
- Vid Pugelj
- Žiga Zarič

### Schießen
Jungen
- Jože Čeper

### Schwimmen
| Mädchen - Tjaša Pintar - Nastja Govejšek | Jungen - Grega Popovic - Žan Pogačar |

### Segeln
Jungen
- Toni Vrscaj

### Taekwondo
Jungen
- Lucijan Kobal